# Åke Sundberg (konstnär)
Åke Magnus Sundberg, född 12 juli 1920 i Stockholm, död 7 mars 2003 i Farsta, var en svensk målare.
Han var gift med Brita Elisabeth Sundberg. Han studerade konst för Karl Axel Pehrson 1952–1954 och för Staffan Hallström 1954–1957 och bedrev självstudier under resor till Italien, Nederländerna och Grekland. Han medverkade i Sveriges allmänna konstförenings utställningar på Liljevalchs konsthall och i grupputställningar på Galerie S:t Nikolaus i Stockholm. Hans konst gränsar till ett abstrakt måleri med personliga snärtar.